# Krijtstreep

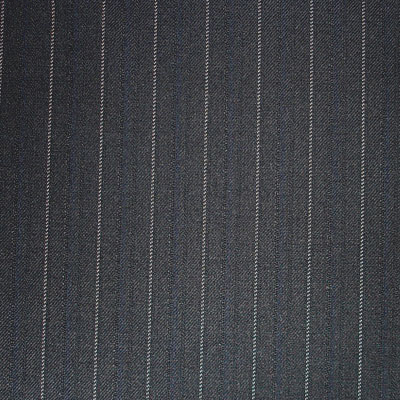
een krijtstreepmotief

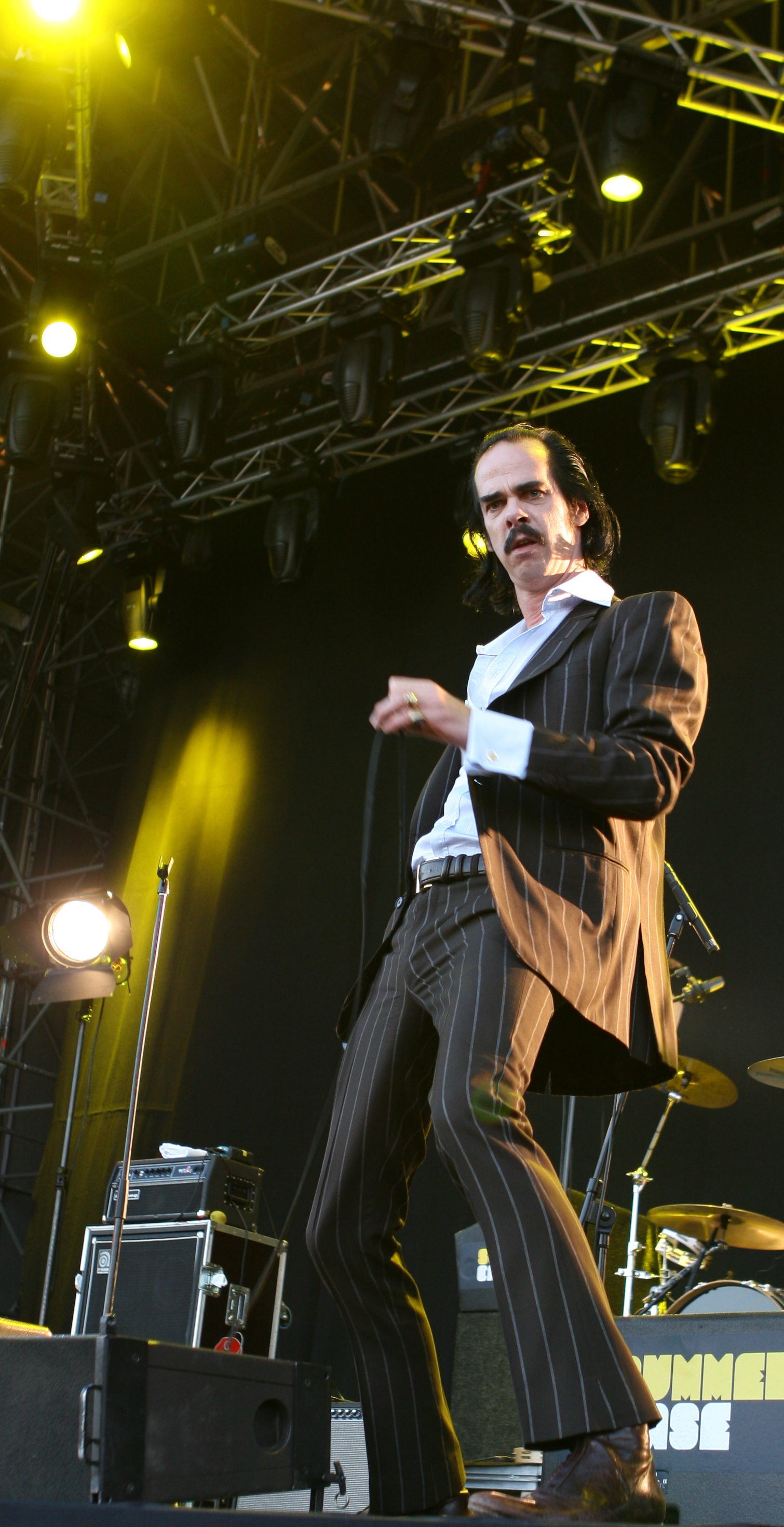
Nick Cave met een krijtstreeppak

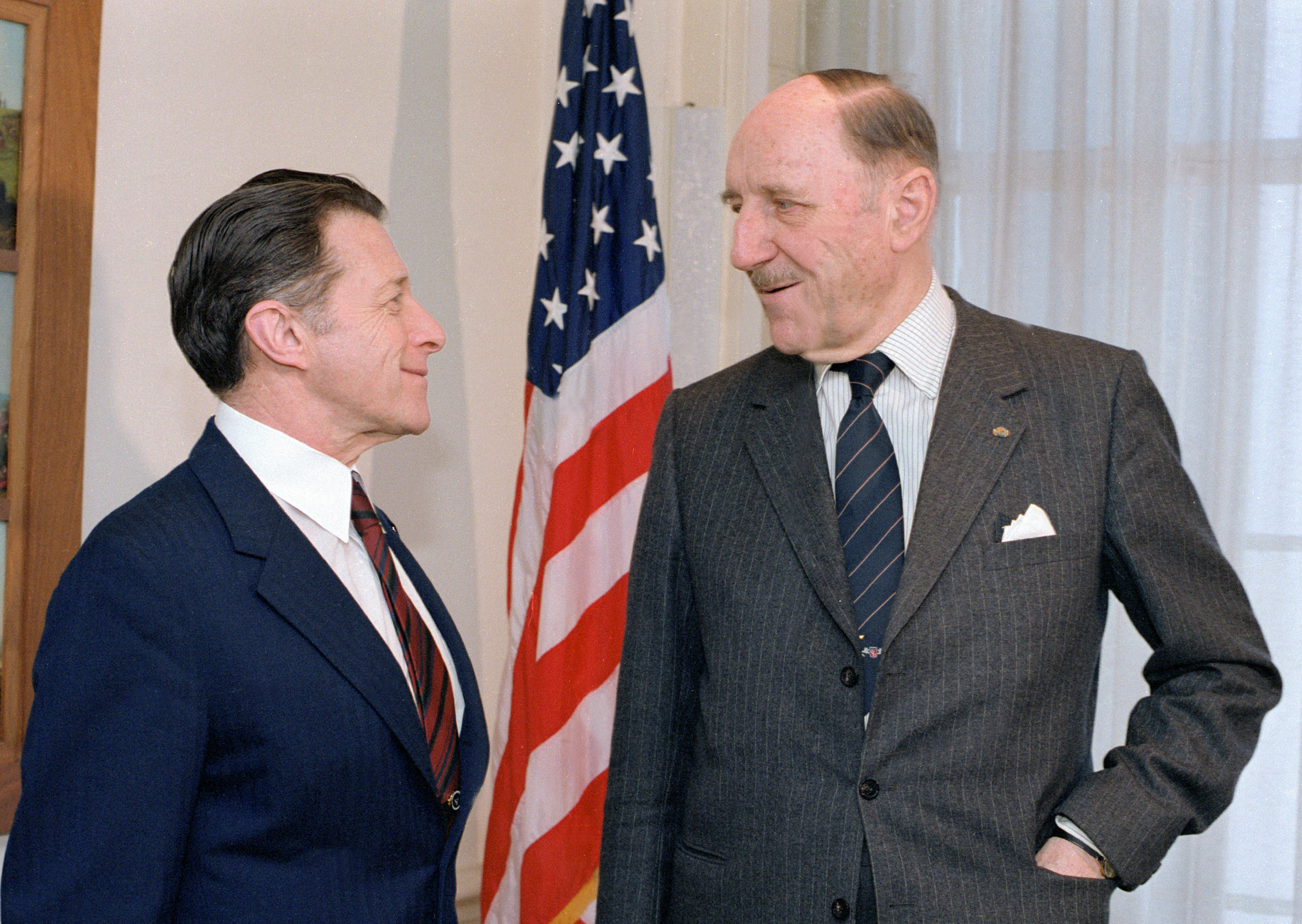
Joseph Luns (rechts) in zijn krijtstreeppak

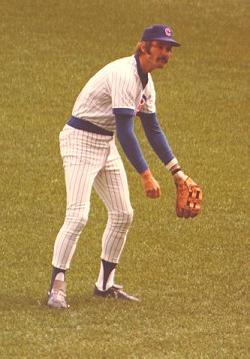
Honkballer Dave Kong Kingman van de Chicago Cubs in 1978

De krijtstreep is een textielpatroon bestaande uit dunne, parallel lopende lijnen.

## Patroon
Het patroon bestaat uit een ingeweven motief in een lap textiel waar met 1 of meerdere weefseldraden het gewenste fijnere of grovere streepeffect wordt bereikt. De streep kan variëren in breedte en ook de afstand tussen de strepen is variabel. Door de verticale loop van de lijnen lijkt de drager van kleding met krijtstreep visueel slanker en langer.

## Modebeeld
Het patroon wordt traditioneel aangetroffen in zakenkostuums voor mannen waar een geheel pak, bestaand uit jasje en pantalon voorzien is hiervan. Een bekende drager van dit type kleding was de voormalige Nederlandse minister Joseph Luns. In later jaren werd het patroon ook trendy in Nederland doordat de bekende televisiepresentator Jan Lenferink het terugbracht in het modebeeld. Ook musici in de populaire muziek als Nick Cave hebben het als handelsmerk, vaak als visueel contrast met de aard van de muziek.

## Sportkostuums
In de sportwereld wordt het krijtstreepmotief vooral gevonden binnen de honkbalwereld. Dan is meestal enkel de honkbalbroek voorzien van de strepen, maar soms ook het overshirt. Een van de oudste verenigingen die begon met het motief waren de Chicago Cubs die al sinds 1907 met deze "pin stripes" op de broeken spelen. Later gingen ook club als de Minnesota Twins, Montreal Expos, New York Yankees en Philadelphia Phillies met krijtstreep verwerkt in het uniform spelen. Ook sommige Amerikaanse basketbalverenigingen zoals de Charlotte Hornets en de Orlando Magic hebben krijtstrepen verwerkt in hun clubtenue.